# Protojapònic
Es denomina protojapònic la protollengua origen de totes les varietats actuals de la família japònica. Aquestes varietats inclouen el japonés estàndard i els altres dialectes, i totes les formes lingüístiques parlades a les Illes Ryūkyū.

## Introducció

### Origen del terme
El terme japònic el proposà Leon Serafim per definir la família composta pel japonés pròpiament dit i les varietats lingüístiques de Ryūkyū. Aquesta denominació s'ha acceptat universalment perquè evita l'ambigüitat del terme "japonés", que fins a aquest moment s'usava amb dos sentits diferents: un de restrictiu (el "japonés pròpiament dit", és a dir, l'idioma parlat a les quatre illes principals del Japó) i un altre d'inclusiu (el "japonés pròpiament dit", més la llengua d'Okinawa i la resta d'illes que l'envolten).

### Mètodes de reconstrucció
El manual bàsic en la reconstrucció de la protollengua és el monumental Japanese Language through Time (JLTT), del japonòleg nord-americà Samuel E. Martin. Aquest llibre inclou una revisió dels estudis de fonologia previs i una exposició de la seua teoria. El llibre de Martin conté un diccionari de les arrels fonamentals de la protollengua: nominals, adjectivals i verbals, i ha estat revisat, discutit i ampliat per un nombre considerable de japonòlegs.
Dels tres mètodes amb què treballa la lingüística històrica —estudi de texts, comparança de llengües i reconstrucció interior—, és aquest darrer el més usat en l'anàlisi del protojapònic. Gràcies, però, a la comparació de les varietats del ryukyuà (especialment les més arcaitzants, com la de Yonaguni), l'estudi és especialment fructífer en la reconstrucció fonètica.

## Reconstrucció de consonants
El sistema reconstruït per Martin ha obtingut el consens general dels investigadors. Bàsicament se'n postulen deu fonemes:
|            |            | Labial | Dental | Velar  |
| ---------- | ---------- | ------ | ------ | ------ |
| Oclusiva   | sorda      | *p     | *t     | *k     |
| Oclusiva   | sonora     | *b     | *d     |        |
| Fricativa  | Fricativa  |        | *s     | *C (?) |
| Aproximant | Aproximant |        | *r     |        |

A més dels fonemes */p/, */t/, */k/, */b/, */d/, */m/, */n/, */s/ i */r/, també s'admeten diversos grups que ocorren en posició interior: */np/, */nt/, */nk/ i */ns/. Es reconeix l'existència d'un darrer fonema, potser una velar fricativa, representada en JLTT com a */C/, i la caiguda de la qual hauria posat en contacte els grups vocàlics l'evolució dels quals suposa un dels temes de més conflicte en aquesta àrea d'estudis.
L'evolució al japonés antic d'aquests fonemes seria aquesta:
- */p/: en inicial */p/ > /h/; però* /pu/ > /hu/, i */pi/ > /hi/ (amb valor fonètic de [çi])

 : en interior */p/ > /-/; però */pa/ > /wa/
- */t/ > /t/
- */k/ > /k/
- */b/ > /w/
- */d/ > /y/
- */m/ > /m/
- */n/ > /n/
- */s/ > /s/
- /r/ > /r/
- */np/ > /b/
- */nt/ > /d/
- */nk/ > /g/
- */ns/ > /z/
- */C/ > /-/, desapareix, i produeix el canvi */V(C)V/ > */VV/. Aquest grup /VV/ evolucionarà per simplificació (caiguda d'una de les dues vocals) o per monoftongació, creant nous nuclis sil·làbics.

## Reconstrucció de les vocals

### Les vocals del japonés antic. Polèmiques
Hi ha discrepàncies sobre el sistema vocàlic del japonés antic. Alguns autors basant-se en l'evidència disponible han arribat a conclusions distintes sobre quantes i quines vocals constituïen el conjunt de vocals en oposició fonològica. Tot seguit es recullen algunes controvèrsies i propostes respecte al sistema vocàlic.

#### El "sistema Yale"
Tradicionalment es considerava que el nombre i la qualitat de les vocals del japonés antic eren els mateixos que els de la llengua moderna. Tot i que la tradició escolar d'ensenyament de la llengua clàssica en universitats i instituts d'ensenyament mitjà continua, en general, ignorant aquest descobriment, a mitjan s. XX es determinà l'existència de vuit nuclis vocàlics i no de cinc, en l'idioma antic. Encara no hi ha consens pel que fa al valor fonètic concret d'aquests vuit nuclis vocàlics, tradicionalment notats amb subíndexs, com a /a/, /u/, /e1/, /e2/, /i1/, /i2/,/o1/ i /o2/ (vegeu-ne la subsecció següent). En JLTT Martin proposà un sistema de notació (conegut després com a "Yale") que s'ha convertit en l'habitual en la transcripció de les vocals del japonés antic en els estudis lingüístics. Aquesta notació no pretén representar els valors fònics reals de la llengua, sobre els quals encara no hi ha consens. La seua funció només és oferir una manera fàcil, unificada i no ambigua de representació que tota la professió puga emprar, però que cadascú interpretarà, pel que fa a la pronúncia, segons les seues conviccions personals. D'ara endavant en aquest article utilitzarem el sistema Yale per a transcriure les vocals del japonés antic. És aquest (entre < > els grafemes utilitzats per Martin; entre / / els valors tradicionals)
- <a> = /a/
- <o> = /o/
- <yi> = /i1/ (la /i/ que, en la seua teoria, procedeix de < */i/)
- <iy> = /i2/ (/i/ < */ai/, /i/ < */əi/)
- <i> = /i?/ (/i/ "no determinada", és a dir, que apareix en posició neutralitzada, després de consonant dental (es considera que la seua realització fonètica es correspon amb /i1/). També nota les vocals /i/ de les quals desconeixem la realització concreta)
- <ye> = /e1/ (/e/ < */ia/, /e/ < */iə/)
- <ey> = /e2/ (/e/ < */ai/, /e/ < */əi/)
- <e> = /e?/ (/e/ "no determinada", apareix en posició neutralitzada, després de consonant dental (es considera que la seua realització fonètica es correspon amb /e2/). També nota les vocals /e/ de les quals desconeixem la realització concreta)
- <wo> = /o1/ (/o/ < */ua/, /o/ < */uə/)
- <o> = /o2/ (/o/ < */ə/)
- <o> (no subratllada) = /o?/ (/o/ "no determinada" apareix en posició neutralitzada, després de consonant labial (es considera que la seua realització fonètica es correspon amb /o2/). També nota les vocals /o/ de les quals desconeixem la realització concreta)

#### Interpretacions tradicionals
Hi ha diverses tradicions en la interpretació dels valors fònics de les vocals del japonés antic; entre aquestes podem diferenciar bàsicament quatre períodes:
- Precientífic: es considera que el sistema de vocals de la llengua antiga i la moderna són idèntics, en nombre i en qualitat.

- Hashimoto Shikichi descobreix en els seus estudis del Man'yōshu les vuit distincions nuclears sil·làbiques (vocals o diftongs) del japonés antic. De llavors ençà la interpretació de les oposicions "noves" vocàliques (/yi/~/iy/, /ye/~/ey/, /wo/~ /o/) bascularà entre dos tipus d'hipòtesis:

- 1. Oposició entre vocal ~ diftong. Per exemple, /yi/~/iy/ s'interpretarà fonèticament com [i] ~ [wi].
- 2. Oposició entre distints tipus de vocals. En l'anterior exemple /yi/~/iy/ seran, fonèticament [i] ~ [y]

- Ronald Lange publica The Phonology of Eight-Century Japanese (1976), obra que esdevé la referència científica fonamental en la interpretació del sistema vocàlic japonés antic durant tota la resta del s. XX. Lange basa les seues conclusions en els valors en xinés mitjà dels caràcters xinesos que usa el sistema Man'yōgana per a transcriure els mots japonesos. Per determinar la naturalesa d'aquestes lectures pren com a base la reconstrucció de la fonologia del xinés mitjà de Bernhard Karlgren. El major problema que representa aquesta metodologia és que, prèviament, Karlgren a l'hora d'establir el seu sistema havia usat les lectures contemporànies japoneses (on'yomi) dels caràcters xinesos utilitzats en japonés com a eina. La metodologia de Lange quedava així viciada per efecte de la circularitat: basa la seua reconstrucció de la fonologia del japonés antic en una recerca que havia usat, al seu torn, el japonés modern com a eina.

- Marc Miyake presenta a la Universitat de Hawaii a Manoa la seua tesi doctoral The Phonology of Eight-Century Japanese Revisited: Another Reconstruction Based upon Written Records (1999) i, després (2003), la versió abreujada d'aquesta Old Japanese. A Phonetic Reconstruction, obra actual de referència. Aquesta n'és la seua interpretació (en < > la transcripció de Yale, en / / els valors fònics proposats per Miyake):

- <a> = /a/
- <u>= /u/
- <yi> = /i/
- <iy> = /ɨ/
- <i>= /i/
- <ye> =/e/
- <ey> =/əj/
- <e> = /e/
- <wo> = /o/
- <o> = /ə/
- <o> (no subratllada) = /ə/

### Teories vocàliques del protojapònic
Les teories vigents hui es diferencien pel nombre de vocals que postulen, d'un mínim de quatre a un màxim de set:

#### 1. Quatre vocals
(*/a/, */i/, */u/ i */ə/). Sistema proposat per Samuel Martin (Japanese Language Through Time, 1987; amb antecedents en el d'Ōno Susumu (1957)). Aquest sistema "mínim" és el "canònic" hui, el que s'ensenya en els manuals i s'assumeix els estudis de la disciplina en cas que l'autor no hi especifique el contrari (Alexander Vovin, North East Asian historical-comparative linguistics on the threshold of the third millenium, Diachronica, 2001).
ATENCIÓ: En JLTT, el que en aquest article representem com */ə/ apareix sempre com */o/ (tot i que amb el valor fonètic exprés de *[ə]). Dins el context d'aquesta obra no n'hi ha ambigüitat. Quan se cita, però, l'obra de Martin, a fi d'evitar confusions s'acostuma a usar (com fem ací) la representació /ə/.

#### 2. Cinc vocals
(*/a/, */e/, /i/, */u/ i */o/). Sistema de Marshall Unger (Studies in early Japanese Morphophonetics, Yale University, 1977). L'única diferència n'és la defensa de */e/ (la */ə/ de la hipòtesi de quatre vocals és equivalent a la */o/ d'aquesta, si no en valor fonètic sí en funcional i en el comportament de la seua evolució històrica). En la teoria de les quatre vocals, per la poca funcionalitat de la /e/ històrica aquest fonema es considera secundari, és a dir, producte de l'evolució de diftongs amb l'estructura /V+i/ o /i+V/. Unger defensa l'existència d'un reduït nombre de mots les /e/ dels quals no es poden considerar, al seu parer, secundàries. També basa la seua posició en certes formes del verb "suru" de difícil explicació en protojapònic si no s'admet */e/. Finalment, certes paraules que en protoryukyuà es reconstrueixen amb */e/ i en japonés antic apareixen amb */i/ apunten a un canvi massiu i no condicionat Prot.Jap. */e/ > Jap.Ant. /i/, i això explicaria la poca funcionalitat de /e/ en japonés antic, i que la majoria de les que n'apareixen siguen, en efecte, d'origen secundari, derivades d'antics diftongs.

#### 3. Sis vocals
(*/a/, */e/, */i/, */u/, */o/ i */ə/). Postulat per Leon Serafim (i recolzat per Marc Miyake (Old Japanese, Curzon Routledge, 2003 i "Philological evidence for *e and *o in Pro-Old Japanese, Dyacronica, 2003). Defensen una oposició */o/~*/ə/ que no apareix en les dues reconstruccions anteriors: */ə/ hauria evolucionat a /o/ mentre que */o/ > /u/ (tret del context de final de mot, en què */o/ > /wo/). En la teoria estàndard /wo/ és sempre producte d'evolució de dos diftongs prehistòrics, */wa/ i */wə/.

#### 4. Set vocals
(*/a/, */e/, */i/, */u/, */o/, */ə/ i */ɨ/). (Nota: entre claudàtors [ ], després de la transcripció Yale en / /, apareixen els valors fònics postulats per al japonés antic per Frellesvig i Whitman) Bjarke Frellesvig i John Whitman ("The vowels of Proto-Japanese", Japanese Language and Literature 38 (2004) 281-299.) Defensen l'existència d'una oposició */ɨ/~ */ə/ basant-se en la doble evolució d'algunes parelles de verbs transitiu-intransitiu. En aquestes parelles de verbs se sol donar una oposició d'una forma simple amb vocalisme /o/ i una altra de composta /iy/ [wi] (que en la teoria de les quatre vocals s'explica com */ə/ > /o/ enfront de */ə+i/ > /iy/ [wi]). Hi ha altres parelles de verbs, però, en què l'oposició s'estableix com /o/~/ey/ [e]. En la teoria estàndard s'explica l'evolució del segon membre de l'anterior oposició com a */ə+i/ > /ey/ [e]. No s'entén massa el perquè d'aquesta escissió espontània: per què en certs verbs */ə+i/ evolucionaria a /ey/ [e] i en altres a /iy/ [wi]. Bjarke i John defensen que, en realitat, es tracta del producte de dos fonemes distints: entenen aquestes evolucions com */ɨ/ > /o/ ~ */ɨ+i/ > /iy/ [wi], enfront de */ə/ > /o/ ~ */ə+i/ >/ey/ [e], i eviten així el problema de l'escissió espontània.
| 4 vocals                             | */a/ |      | */ə/  | */ə/ | */ə/  | */i/ | */u/ |
| 5 vocals                             | */a/ | */e/ | */o/  | */o/ | */o/  | */i/ | */u/ |
| 6 vocals                             | */a/ | */e/ | */ə/  | */ə/ | +/o/  | */i/ | */u/ |
| 7 vocals                             | */a/ | */e/ | */ɨ/  | */ə/ | */o/  | */i/ | */u/ |
| Evolucions postulades en el Jap.Ant. | /a/  | /i/  | /o-u/ | /o/  | /o-u/ | /i/  | /u/  |

## Evolució de diftongs

### Monoftongació
(Recordeu que, en el sistema Yale de transcripció del japonés antic, els dígrafs no representen necessàriament diftongs)

#### Segons Martin
1. Diftongs creixents
- */ia/ > /ye/
- */iə/ > /ye/
- */ua/ > /wo/
- */uə/ > /wo/

2. Diftongs decreixents
- */ai/ > /ey/
- */əi/ > /iy/~/ey/
- */ui/ > /iy/

## Segons Frellesvig-Whitman
Entre claudàtors, després de la transcripció Yale, apareixen els valors fonètics proposats pels autors:
1. Diftongs creixents
- */ia/ > /ye/ [je]
- */iə/ > /ye/ [je]
- */iɨ/ > /ye/ [je]
- */ua/ > /wo/ [wo]
- */uə/ > /wo/ [wo]
- */uɨ/ > /wo/ [wo]

2. Diftongs decreixents
- */ai/ > /ey/ [e]
- */əi/ > /ey/ [e]
- */ui/ > /iy/ [wi]
- */iɨ/ > /iy/ [wi]

Haurien d'existir, a més, els diftongs */ie/, */io/, */eu/, */ou/, però en l'article en què s'exposa la teoria de les set vocals no apareixen esmentats. Com que Frellesvig-Whitman recolzen els canvis no condicionats */e/ > /i/ i */o/ > /u/, hem de suposar */ie/ > /ye/ o /yi/ (no hi ha manera de saber-ho). Paral·lelament */ou/ > /uu/ > /u/; respecte a la possible evolució de */io/ i */eu/ no se'n pot rastrejar l'evolució; en teoria, obtindríem */io/ > /iu/ i */eu/ > /iu/, però */iu/ és l'únic diftong que no es pot rastrejar en la protollengua. Es podria suposar que, o es fon amb */ui/ sense deixar rastre, o que una de les dues vocals de la seqüència cau.

## Estructura sil·làbica
S'admet quasi universalment com a estructura sil·làbica fonamental del protojapònic (C)VSCVSCV... És a dir, qualsevol síl·laba estaria formada per una consonant inicial més una única vocal. No hi hauria síl·labes tancades (consonants en posició posterior a la vocal fonamental). Hi hauria dues excepcions a aquesta regla: en alguns casos, a principi de mot, la consonant inicial hauria desaparegut (o no existiria originàriament). A més, en posició intervocàlica, trobaríem grups NC (nasal + oclusiva). Aquests grups, però, es poden reinterpretar com monofònics prenasalitzats (un sol fonema consonàntic amb el tret de prenasalització).

## Accent
La naturalesa de l'accent en la protollengua també és un aspecte prou controvertit. La polèmica gira a l'entorn de quin dels tres tipus de sistemes accentuals seria el primitiu (Kyōto, Tōkyō i Kagoshima-Ryūkyū) i quins els seus derivats. Martin (ampliant la teoria tradicional d'Haruhiko Kindaichi) afirma que la llengua de Kyōto seria la primigènia quant a l'accent, i aquesta opinió és àmpliament admesa. Altres (com Munemasa Tokugawa i S. Robert Ramsey) sostenen que el sistema de Kyōto és una innovació tardana central, i que l'idioma de Kantō (la llengua de Tōkyō, hui estàndard nacional) mantindria la situació de la protollengua.
Tot seguit es detalla el sistema proposat en JLTT (H i L noten el registre (to) de cada síl·laba: H ("High"), una síl·laba de registre alt; L ("Low"), de registre baix).

### Accent en els substantius
Tot seguit presentem la teoria accentual corresponent a les paraules bisíl·labes. La darrera lletra de la fórmula marca l'alteració que produeix el mot en la primera síl·laba del següent (normalment una partícula); per exemple: HH-L indica que, tot i que les dues síl·labes del mot tenen registre alt, la de la partícula que el segueix en serà baix.
Els valors de la llista són: codi d'estructura accentual assignat en JLTT, estructura en protojapònic (amb asterisc) > forma prehistòrica intermèdia (si n'hi ha) entre parèntesis > evolució a la variant de Kyōtō > evolució a la variant de Tōkyō.
Per exemple, la seqüència "2. 2a. *HH-L > (*HL-L) > HL-L > LH-L" ens ofereix aquesta informació:
1. Que, en el diccionari de JLTT el codi de la següent estructura accentual és "2. 2a".
2. La forma prehistòrica corresponent a aquesta estructura és "*HH-L"
3. Ha evolucionat (sense testimoniatges en la llengua posterior) a *HL-L encara en període prehistòric.
4. En la variant de Kyōtō hi trobem "HL-L"
5. A Tōkyō s'ha transformado en "LH-L".

- Paraules amb primera síl·laba H

2. 1. *HH-H > HH-H > LH-H
2. 2a. *HH-L > (*HL-L) > HL-L > LH-
2. 2b. *HL-L > HL-L > LH-
0. No hi ha **HL-H
- Paraules amb primera síl·laba

2. 3. *LL-L > HL-L > LH-
0. Inexistent **LL-H
2. 4. *LH-H > LH-H > HL-L
2. 5.*LH-L > LH-L > HL-L
- Des de la prehistòria s'hi observa una regla general: no es permet l'estructura XL-H, per això són inexistents **HL-H i **LL-H.

### Accent en els verbs i els adjectius
En la conjugació verbal només hi ha dos tipus d'accent: verbs amb la primera síl·laba amb registre alt i verbs amb la primera síl·laba amb registre baix, això és: tipus A (HHH) i tipus B (LLL).
En la conjugació, alguns elements aglutinats poden alterar el registre del verb: elevar-lo, en el cas de LLL, o fer-lo abaixar (en HHH).
El sistema accentual dels adjectius és paral·lel al verbal, i això recolza la teoria d'un origen tardà i semiverbal de la conjugació adjectival.

## Importància del protojapònic en la lingüística d'àrea
El protojaponés resulta imprescindible en els aquests àmbits de recerca.
- Cerca de possibles candidats a una filiació genètica comuna: fins fa poc la tasca comparativa es feia prenent com a base els idiomes moderns o, a tot estirar, els estadis més antics documentats de les llengües. A l'hora d'intentar descobrir connexions genètiques entre hipotètics parents (en el cas del japònic, el coreà, llengües altaiques, grup austronesi), hui es considera indispensable tenir l'ajuda d'una protollengua fiable, reconstruïda amb els mètodes més refinats que la lingüística històrica puga oferir en l'actualitat, protollengua que es compararia, al seu torn, amb les dels altres idiomes de l'àrea. Per desgràcia, el treball es troba, en molts casos, en fase preliminar.

- Estudi del procés de formació de la llengua japonesa: hi ha diverses hipòtesis enfrontades sobre la naturalesa de la primera llengua japonesa: pidgin o llengua comercial d'una talassocràcia que té la mar del Japó com a centre, idioma esqueixat de la branca altaica en fase primerenca, llengua amb base austronèsia que rep l'impacte de la invasió continental... Per valorar totes aquestes hipòtesis una protollengua fiable és una eina valuosa.

- Determinació de l'origen dels préstecs: El món dels préstecs lèxics primerencs resulta encara fosc. Un coneixement de les protollengües dels idiomes citats i d'altres, com l'ainu, hi seria molt esclaridor.

### Obra fonamental
El manual bàsic per reconstruir la protollengua és el monumental Japanese Language through Time (JLTT), del gran japonòleg nord-americà Samuel E. Martin. A més d'incloure una revisió exhaustiva dels estudis fonològics previs i una exposició extensa de la seua teoria, Martin elabora un diccionari de les arrels fonamentals de la protollengua: nominals, adjectivals i verbals.

### Investigadors
Els noms fonamentals de la recerca en protojaponés contemporània són (per ordre alfabètic):
- John Bentley, Northern Illinois University, Department of Foreign Languages and Literatures
- Bjarke Fellesvig, Oxford University, Oriental Institute
- Samuel Elmo Martin, Yale University (professor emèrit)
- Roy Andrew Miller, University of Washington (professor emèrit)
- Mark Hideo Miyake,
- Barbara Riley, University of Hawaii at Manoa, Departament of East Asian Languages and Literature
- Kerry Russell University of Hawaii at Manoa, Departament of East Asian Languages and Literature
- Leon Serafim, University of Hawaii at Manoa, Departament of East Asian Languages and Literature
- Lone Takeuchi, gran investigadora independent (abans en London University, School of African and Oriental Studies)
- Marshall Unger, The Ohio State University, Department of East Asian Languages and Literatures,
- Alexander Vovin, University of Hawaii at Manoa, Departament of East Asian Languages and Literature
- John Whitman, Cornell University, Linguistics Department